# Empress Ki
Empress Ki är ett koreanskt historiskt drama som handlar om den historiska kvinnan Ki.

## Historical snedvridningar kontrovers
Denna debatt var en av historia distorsion problem. Eftersom hennes grupp av familjer gjorde tyranni till Goryeo och hennes hade invaderat Goryeo, är kejsarinna  Ki en värdig person att skylla absolut. Men detta drama lade förvrängd henne en stor person och en mycket allvarlig förvrängning av sitt liv.